# Neolentinus
Genre
Synonymes
- Heliocybe Redhead & Ginns[2]

Neolentinus est un genre de champignons de la famille des Polyporaceae.

## Liste des espèces
Selon Catalogue of Life (26 juillet 2017) et Index Fungorum (26 juillet 2017) :
- Neolentinus adhaerens (Alb. & Schwein.) Redhead & Ginns, 1985
- Neolentinus cirrhosus (Fr.) Redhead & Ginns, 1985
- Neolentinus cyathiformis (Schaeff.) Della Maggiora & Trassinelli, 2014
- Neolentinus dactyloides (Cleland) Redhead & Ginns, 1985
- Neolentinus kauffmanii (A.H. Sm.) Redhead & Ginns, 1985
- Neolentinus lepideus (Fr.) Redhead & Ginns, 1985
- Neolentinus pallidus (Berk. & M.A. Curtis) Redhead & Ginns, 1985
- Neolentinus papuanus (Hongo) Redhead & Ginns, 1985
- Neolentinus ponderosus (O.K. Mill.) Redhead & Ginns, 1985